# 内田有紗
内田 有紗（うちだ ありさ、1992年7月9日-）は日本のフリーアナウンサー。元テレビ信州アナウンサー。かつてセント・フォースに所属していた。

## 人物
東京都出身。立教女学院中学校・高等学校、立教大学経営学部国際経営学科卒業。
血液型:O型。
特技：英会話
資格：書道(七段)、秘書検定2級、英検2級、日本化粧品検定2級、世界遺産検定3級、普通自動車免許
2013年立教大学のミスキャンパスに出場し、準ミス立教に選ばれた。BSフジNEWS学生キャスターを務めた。2015年テレビ信州に入社。
2018年4月30日、同局を退社。
2018年5月からセントフォースに所属。2019年5月、退所。

## 現在の出演番組
- あなたの知らないあなた～記憶のピース集めます～ （BS朝日）ナビゲーター
- ショップチャンネル キャスト

## 過去の担当番組
- オードリーさん、ぜひ会って欲しい人がいるんです!（2016年12月27日、2017年6月3日、6月10日、6月17日）
- ゆうがたGet!（2015年5月-2018年3月29日）
- TSBニュース・天気予報
- 冬の祭典